# PGC 2109685
LEDA/PGC 2109685 ist eine Elliptische Galaxie vom Hubble-Typ E/S0 im Sternbild Corona Borealis am Nordsternhimmel. Sie ist schätzungsweise 468 Millionen Lichtjahre von der Milchstraße entfernt. Im selben Himmelsareal befinden sich u. a. die Galaxien NGC 6119, NGC 6120, NGC 6122, NGC 6129.